# Blumhouse Productions
Blumhouse Productions ist eine von Jason Blum im Jahr 2000 gegründete US-amerikanische Filmproduktionsgesellschaft. Das Unternehmen ist vor allem für seine günstig produzierten und dadurch meist sehr profitablen Horrorfilme bekannt.

## Geschichte
Blum, der zuvor einige Jahre als freier Filmproduzent tätig war, gründete Blumhouse Productions im Jahr 2000. Der erste große Erfolg des Unternehmens war der für nur 15.000 US-Dollar produzierte Horrorfilm Paranormal Activity. Blumhouse brachte den Film im Jahr 2009 über Paramount Pictures in die Kinos. Bereits am Startwochenende spielte der Film 20 Mio. US-Dollar ein, was einer durchschnittlichen Einnahme von ca. 25.000 US-Dollar pro Kino entsprach. Insgesamt spielte der Film weltweit fast 200 Mio. US-Dollar ein. Der Film zog mehrere Fortsetzungen nach sich.
Danach spezialisierte Blumhouse Productions sich auf die Herstellung von kostengünstigen Genre-Produktionen. Viele der vom Unternehmen produzierten Filme spielten das mehrfache ihrer Produktionskosten ein, wodurch sie als hochprofitabel gelten. Für die Produktionen stellt das Unternehmen im Schnitt 4,5 Mio. US-Dollar zur Verfügung. Solange ein Film unter diesen Kosten bleibt, wird er laut Blum sein Geld auch wieder einspielen, wenn „alles schiefgeht“ („The model is, really, if everything goes wrong, we will recoup.“). Blum verzichtet im Gegenzug auf seinen eigenen Vorschuss als Produzent und bezahlt Darstellern und Stab nur die gewerkschaftlich vereinbarten Minimal-Löhne. Falls der Film jedoch an den Kinokassen funktioniert, nimmt Blum von jedem verdienten Dollar 12,5 % ein und teilt den Rest mit den Hauptdarstellern und dem Stab. Im Gegenzug sichert er den Filmmachern größtmögliche kreative Freiheit zu: die Drehbücher werden nicht mehr vom Studio überarbeitet und der Regisseur erhält eine Garantie für den finalen Schnitt. Um die Kosten niedrig zu halten, werden die Regisseure jedoch angewiesen, die Zahl der Sprechrollen zu beschränken und möglichst an nur einem Drehort zu filmen. Die Kosten werden auch dadurch niedrig gehalten, dass die Postproduktion nicht wie sonst üblich ausgelagert wird, sondern direkt von Blumhouse-Mitarbeitern übernommen wird.
Mit diesem Erfolgsrezept haben von Blumhouse produzierte Filme Stand 2025 bereits über 6 Milliarden US-Dollar an den weltweiten Kinokassen eingenommen.
2011 schloss Blumhouse einen First-Look-Deal mit Universal Pictures ab, der zunächst auf drei Jahre ausgelegt war. Im Anschluss wurde der Vertrag zwischen beiden Unternehmen um weitere 10 Jahre verlängert.
Neben Kinofilmen produziert Blumhouse auch Fernsehserien wie etwa Into the Dark, Sharp Objects oder The Purge – Die Säuberung sowie Fernsehfilme wie etwa The Normal Heart oder Run for Your Life.
Zum Unternehmen gehören außerdem BH Tilt (Filmverleih), Blumhouse Television (Fernsehproduktion), Blumhouse Books (Buchverlag), CryptTV (Video-Plattform) und Blumhouse Live (Live Events).
Am 16. November 2022 wurde bekannt gegeben, dass das Unternehmen Gespräche über eine Fusion mit Atomic Monster führt, wobei das Unternehmen einen gemeinsamen First-Look-Deal mit Universal Pictures hat. Die Unternehmen würden weiterhin als separate Labels agieren, wobei jedes seine eigene kreative Autonomie und Markenidentität behält. Am 2. Januar 2024 wurde die Zusammenschließung der beiden Firmen abgeschlossen.

## Filmografie (Auswahl)
- 2007: Paranormal Activity
- 2010: Paranormal Activity 2
- 2010: Insidious
- 2011: Paranormal Activity 3
- 2012: Sinister
- 2012: Paranormal Activity 4
- 2012: The Bay – Nach Angst kommt Panik (The Bay)
- 2012: The Lords of Salem
- 2013: Dark Skies – Sie sind unter uns (Dark Skies)
- 2013: The Purge – Die Säuberung (The Purge)
- 2013: Insidious: Chapter 2
- 2013: Plush
- 2013: Hangover Girls – Best Night Ever (Best Night Ever)
- 2013: Oculus
- 2014: Paranormal Activity: Die Gezeichneten (Paranormal Activity: The Marked Ones)
- 2014: 13 Sins
- 2014: The Purge: Anarchy
- 2014: Mockingbird
- 2014: Mercy – Der Teufel kennt keine Gnade (Mercy)
- 2014: Stretch
- 2014: Blutiger Auftrag – Es gibt kein Entkommen (Not Safe for Work)
- 2014: Whiplash
- 2014: Warte, bis es dunkel wird (The Town That Dreaded Sundown)
- 2014: Ouija – Spiel nicht mit dem Teufel (Ouija)
- 2014: Jessabelle – Die Vorhersehung (Jessabelle)
- 2014: Unknown User (Unfriended)
- 2014: Creep
- 2014: The Normal Heart (Fernsehfilm)
- 2015: The Boy Next Door
- 2015: The Lazarus Effect
- 2015: Area 51
- 2015: Insidious: Chapter 3 – Jede Geschichte hat einen Anfang (Insidious: Chapter 3)
- 2015: ExitUs: Play it backwards (Exeter)
- 2015: Gallows – Jede Schule hat ein Geheimnis (The Gallows)
- 2015: The Gift
- 2015: Sinister 2
- 2015: The Visit
- 2015: Paranormal Activity: Ghost Dimension (Paranormal Activity: The Ghost Dimension)
- 2015: Jem and the Holograms
- 2015: Visions
- 2015: Curve
- 2015: Martyrs
- 2016: The Veil
- 2016: Still (Hush)
- 2016: The Darkness
- 2016: The Purge: Election Year
- 2016: Viral
- 2016: In a Valley of Violence
- 2016: Ouija: Ursprung des Bösen (Ouija: Origin of Evil)
- 2016: Incarnate
- 2016: Split
- 2016: The Resurrection of Gavin Stone
- 2016: Das Belko Experiment (The Belko Experiment)
- 2016: Lowriders
- 2017: Get Out
- 2017: Stephanie – Das Böse in ihr (Stephanie)
- 2017: Creep 2
- 2017: Happy Deathday (Happy Death Day)
- 2017: Amityville: The Awakening
- 2018: Insidious: The Last Key
- 2018: Unknown User: Dark Web (Unfriended: Dark Web)
- 2018: Upgrade
- 2018: Blumhouse präsentiert: Wahrheit oder Pflicht (Blumhouse’s Truth or Dare)
- 2018: Stockholm
- 2018: BlacKkKlansman
- 2018: The First Purge
- 2018: Cam
- 2018: Hurt
- 2018: Halloween
- 2018: The Lie
- 2018: Bloodline
- 2018: Seven in Heaven
- 2018: Tremors (Fernsehfilm)
- 2018: Sharp Objects (Fernsehserie)
- 2018–2019: The Purge – Die Säuberung (The Purge, Fernsehserie, 20 Episoden)
- 2019: Glass
- 2019: Wir (Us)
- 2019: Relive
- 2019: Sweetheart
- 2019: Happy Deathday 2U (Happy Death Day 2U)
- 2019: Ma
- 2019: Black Christmas
- 2019: The Vigil
- 2020: Fantasy Island
- 2020: Der Unsichtbare (The Invisible Man)
- 2020: The Hunt
- 2020: Du hättest gehen sollen (You Should Have Left)
- 2020: Blumhouse’s Der Hexenclub (The Craft: Legacy)
- 2020: Black Box
- 2020: Nocturne
- 2020: Evil Eye
- 2020: Freaky
- 2021: The Forever Purge
- 2021: Bingo Hell
- 2021: Black as Night
- 2021: The Manor
- 2021: Madres – Der Fluch (Madres)
- 2021: Halloween Kills
- 2022: Nanny
- 2022: Rache auf Texanisch (Vengeance)
- 2022: The Black Phone
- 2022: Mr. Harrigan’s Phone
- 2022: Halloween Ends
- 2022: M3GAN
- 2023: Insidious: The Red Door
- 2023: Five Nights at Freddy’s
- 2023: Totally Killer – Gefährliches Spiel mit der Zeit (Totally Killer)
- 2024: Night Swim
- 2024: Imaginary
- 2024: Afraid
- 2024: Speak No Evil
- 2025: Wolf Man
- 2025: Drop – Tödliches Date (Drop)
- 2025: The Woman in the Yard
- 2025: M3GAN 2.0